# 芦原ゴルフクラブ
芦原ゴルフクラブ（あわらゴルフクラブ）は、福井県あわら市浜坂に広がるゴルフ場である。

## 概要
芦原ゴルフクラブは、新たなゴルフ場建設に向け、「福井県観光開発株式会社」がゴルフ場経営に乗り出したことに始まる。1960年（昭和35年）11月、海コース9ホールが完成、1961年（昭和36年）6月13日、海コース9ホールを増設し開場、海コースは18ホールのゴルフ場となる。その後、1966年（昭和41年）、湖コース9ホールを開場、1973年（昭和48年）、湖コース9ホールを増設し開場、湖コースは18ホールとなり、合計36ホール規模のゴルフ場となる。
コース設計は、丸毛信勝が行い、工事は株式会社熊谷組が行った。コースは、海コースは、全体的にフラットで比較的に低い松林でセパレートされたシーサイドコースで、湖コースは、大きなうねりのあるフェアウエイに背の高い松林でセパレートされたコースで構成されている。
また、日本のプロゴルフメジャー大会の1つ、日本プロゴルフ協会主催競技でもあり、日本選手権大会に相当する、日本女子オープンゴルフ選手権競技の第56回大会が2023年（令和5年）に開催された。

## 所在地
〒910-4271 福井県あわら市浜坂

## コース情報
- 開場日 - 1961年6月13日
- 設計者 - 丸毛 信勝
- 面積 - 1,650,000m2（約49.9万坪）
- コースタイプ - シーサイドコース
- コース - 36ホールズ、パー144、13,550ヤード、コースレート 海コース72.3、湖コース73.7
- グリーン - 2グリーン、ベント（ペンクロス）
- フェアウエイ - コーライ
- ラフ - ノシバ
- ハザード - バンカー189、池が絡むホール3
- プレースタイル - 乗用カート(5人乗り)、リモコン式、キャディ・セルフ選択可
- 練習場 - 24打席 230ヤード
- 休場日 - 12月31日、1月1日[3][4]

## クラブ情報
- ハウス面積 - 3,438m2（1,039坪）
- ハウス設計 - 五十嵐 直雄
- ハウス施工 - 株式会社熊谷組[3][4]

## ギャラリー
- コース - 「芦原ゴルフクラブ」、海コース、「芦原ゴルフクラブ」、湖コース

## 交通アクセス
- 鉄道 - 北陸新幹線（JR西日本）、ハピラインふくい線 - 芦原温泉駅よりタクシー利用 約20分
- 道路 - 北陸自動車道 - 加賀ICより 5km[5]

## メジャー選手権
- 1983年（昭和58年） - 第16回 日本女子オープンゴルフ選手権競技大会[6]
- 2023年（令和5年） - 第56回 日本女子オープンゴルフ選手権競技大会[7]

## 関連文献
- 『ゴルフ博物誌』、「日差で変わる日本海の色＜芦原ゴルフクラブ＞」、荒垣秀雄著、東京 実業之日本社、1968年、2020年9月11日閲覧
- 『ゴルフ場ガイド 西版』2006-2007、「芦原ゴルフクラブ（福井県）」、東京 ゴルフダイジェスト社、2006年5月、2020年9月11日閲覧
- 『ゴルフ場セミナー』、Course Report(VOL.212)、「芦原ゴルフクラブ(福井県) ゴルフ場運営の原点は来場者、そして地域の笑顔と喜び」、東京 ゴルフダイジェスト社、2016年7月、2020年9月11日閲覧
- 『ゴルフ場セミナー』、GOURMET RESTAURANT(224)、「顧客の声に耳を傾け食の満足度を追求 芦原ゴルフクラブ」、宮北勝栄、堀勝博著、東京 ゴルフダイジェスト社、2017年9月、2020年9月11日閲覧